# Sauvons les apparences !

Sauvons les apparences ! est un téléfilm franco-suisse réalisé par Nicole Borgeat et diffusé le 24 septembre 2008 sur France 2.

## Fiche technique
- Réalisatrice : Nicole Borgeat
- Scénario : Nicole Borgeat et Denis Rabaglia
- Musique du film : Grégoire Hetzel
- Directeur de la photographie : Hans Meier
- Montage : Orsola Valenti
- Distribution des rôles : Anne De Reparaz et Séverine Poupin Vêque
- Coaching enfants : Séverine Poupin Vêque
- Direction artistique : Fabrizio Nicora
- Création des costumes : Erica Loup
- Société de production : 13 Productions, Point Prod et Télévision Suisse-Romande (TSR)
- Format : Couleur - 1,66:1 - 35 mm - Son stéréo
- Pays :  France et  Suisse
- Genre : Comédie
- Durée : 88 minutes
- Date de diffusion : 24 septembre 2008 sur France 2

## Distribution
- Pierre Salandre : Julien
- Agnès Soral : Marie-Claire
- Wladimir Yordanoff : François
- Xing Li : Keiko
- Ingrid Juveneton : Clotilde
- Alice Langlois : Garance
- Thierry Jorand : Bruno
- Delphine Lanza : Patricia
- Coach et casting enfants : Séverine Poupin-Vêque